# Angara 1.1
Az Angara 1.1 (oroszul: Ангара 1.1) tervezett könnyű, 2000 kg teherbírású orosz űrhajózási hordozórakéta, az Angara hordozórakéta-család legkisebb, egy Univerzális Rakétamodult (URM) tartalmazó tagja, melyhez csak a Briz rakéta-végfokozat kapcsolódik. Tervezett nagyobb teljesítményű változata az URM–2 univerzális második fokozattal ellátott Angara 1.2.

## Története
A rakétáknak 2000 kilogrammot kell alacsony Föld körüli pályára (LEO = Low-Earth Orbit) állítani. A hordozórakéta párhuzamos elrendezésű. Első fokozata köré építették a második fokozat rakétáit. Olyan rakéta-családot kívánnak kifejleszteni, amely szabványosított modulokból összeállítható és megfelelően kiszolgálja a kereskedelmi igényeket. Vasúti és légi szállítása megoldható. Az első fokozatot Universal Rocket Module (URM) névre keresztelték. Egy URM egy hajtóművet, a hajtóanyag mennyiséget és a szükséges elektronikát tartalmazza. Környezetbarát üzemanyaga kerozin és folyékony oxigén, amely biztosítja a rakéta sokkal biztonságosabb  használatát.

## Jellemzői
A hordozórakéta egy darab Univerzális Rakétamodulból (URM) mint első fokozat, és egy hozzá kapcsolódó Briz–KM rakéta-végfokozatból áll. A 25 m hosszú és 3,9 m átmérőjű Univerzális Rakétablokk starttömege 140 tonna, maximális égésideje 300 másodperc. Az URM blokk egy darab RD–191 típusú folyékony hajtóanyagú rakétahajtóművel van felszerelve. Üzemanyaga RP–1 jelű kerozin és folyékony oxigén. A hordozórakéta teljes tömege 149 t, magassága 34,9 m.

## Külső hivatkozások
- Angara. astronautix.com. (Hozzáférés: 2014. április 25.)